# ژوآو مورایس
ژوآو مورایس (پرتغالی: João Morais; ۶ مارس ۱۹۳۵ – ۲۷ آوریل ۲۰۱۰) بازیکن فوتبال اهل پرتغال بود.
از باشگاه‌هایی که در آن بازی کرده‌است می‌توان به باشگاه فوتبال ریو آوه، باشگاه فوتبال پاسوژ د فریرا، باشگاه فوتبال اسپورتینگ، و باشگاه فوتبال کالداس اشاره کرد.
وی همچنین در تیم ملی فوتبال پرتغال بازی کرده‌است.